# Cookshire-Eaton
Cookshire-Eaton – miasto w Kanadzie, w prowincji Quebec, w regionie Estrie i MRC Le Haut-Saint-François. Miasto położone jest nad rzeką Eaton. Powstało w 2002 roku poprzez połączenie gmin Cookshire, Sawyerville oraz kantonów Eaton i Newport. W wyniku referendum w 2006 z Cookshire-Eaton wyłączony i na nowo utworzony został kanton Newport.
Liczba mieszkańców Cookshire-Eaton wynosi 5 004. Język francuski jest językiem ojczystym dla 81,0%, angielski dla 15,4% mieszkańców (2006).